# Waldemar Esteves da Cunha
Waldemar Esteves da Cunha, né le 9 août 1920 à Santos, dans l'État de São Paulo, au Brésil et mort à Santos le 8 avril 2013, est un showman et l'un des Rei Momo du carnaval brésilien. Il est resté, même quand il n'était plus en activité, le Rei Momo vivant le plus âgé de tout le Brésil.

« ... Actuellement, tout beaucoup plus schématisé : il y a un temps pour tout, et il y a plus d'argent. Je n’avais jamais gagné un centime avec le Carnaval ; ce qui était étonnant, c'était d'être reçu en tout lieu et de se sentir vraiment comme un monarque de la folie. »

— Waldemar Esteves da Cunha

## Biographie
Waldemar Esteves da Cunha est né à Santos en 1920 et il fut, pendant de nombreuses années, un commerçant d'articles dentaires dans la société familiale.
Sa vie a changé radicalement à partir du carnaval du 1950, lorsqu'il fut nommé interprète de la Maratona de Dona Dorothea (Marathon de Mme Dorothee), un bain collectif des Santistes avec le mot Est-ce qu'on va fourrer les ondes ?. C'est juste après le marathon que Waldemar est devenu, presque de droit, le Rei Momo du carnaval de Santos.
Il est resté roi du Carnaval santiste jusqu'en 1990, sauf une parenthèse en 1957, lorsqu'il fut détrôné par Rei Momo Eduardo, de Rio de Janeiro.
Entre 1997 et 2000 le Carnaval de Santos rencontrait quelques problèmes de sécurité, parce que la municipalité voulait que les écoles de samba de Santos se conforment aux autres écoles de l'État de São Paulo. En 2001, le Rei Momo Waldemar, Rei Momo émérite de 81 ans, est descendu pour défiler dans les rues afin de ramener la paix entre les citoyens de la municipalité. La situation resta bloquée jusqu'en 2005, année qui vit Santos disposer d'un nouveau « Sambodrome » dans le quartier Orla da Praia.
.
Jusqu'à son décès, survenu le 8 avril 2013, il a vécu à Santos avec sa femme, Eunice. Sa descendance se compose de quatre enfants (un garçon et trois filles), six petits-enfants et une arrière-petite-fille.

## Postérité
En 2018, cinq ans après son décès, le Memorial do Carnaval et le Département de la Culture de Santos organisent une exposition-vernissage en son honneur,.

## Galerie

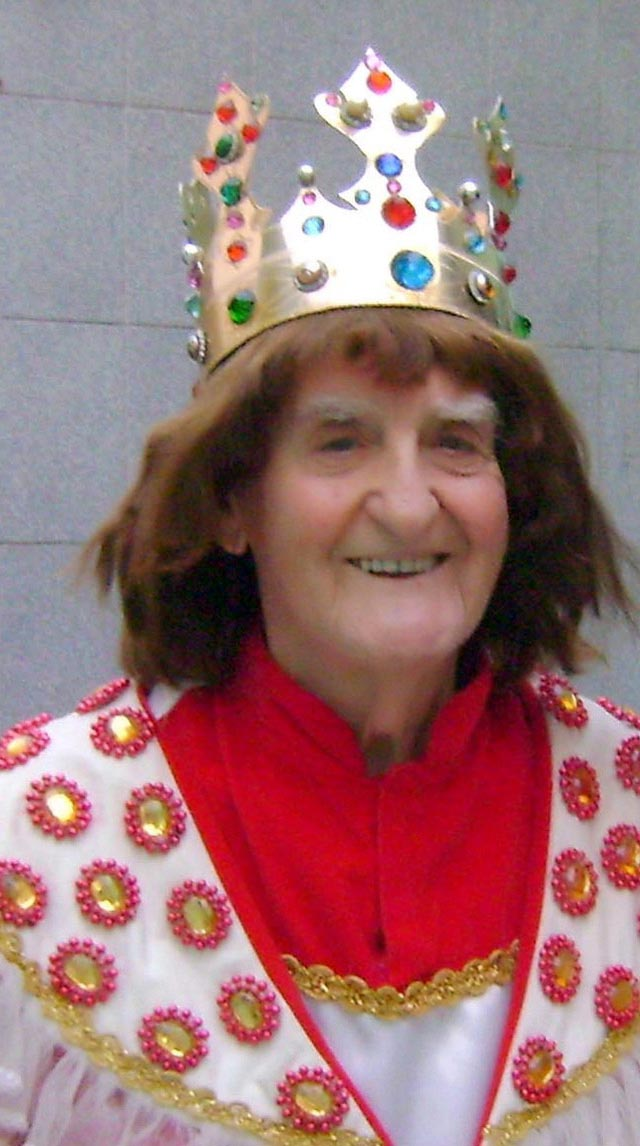
Rei Momo Waldemar en 2008
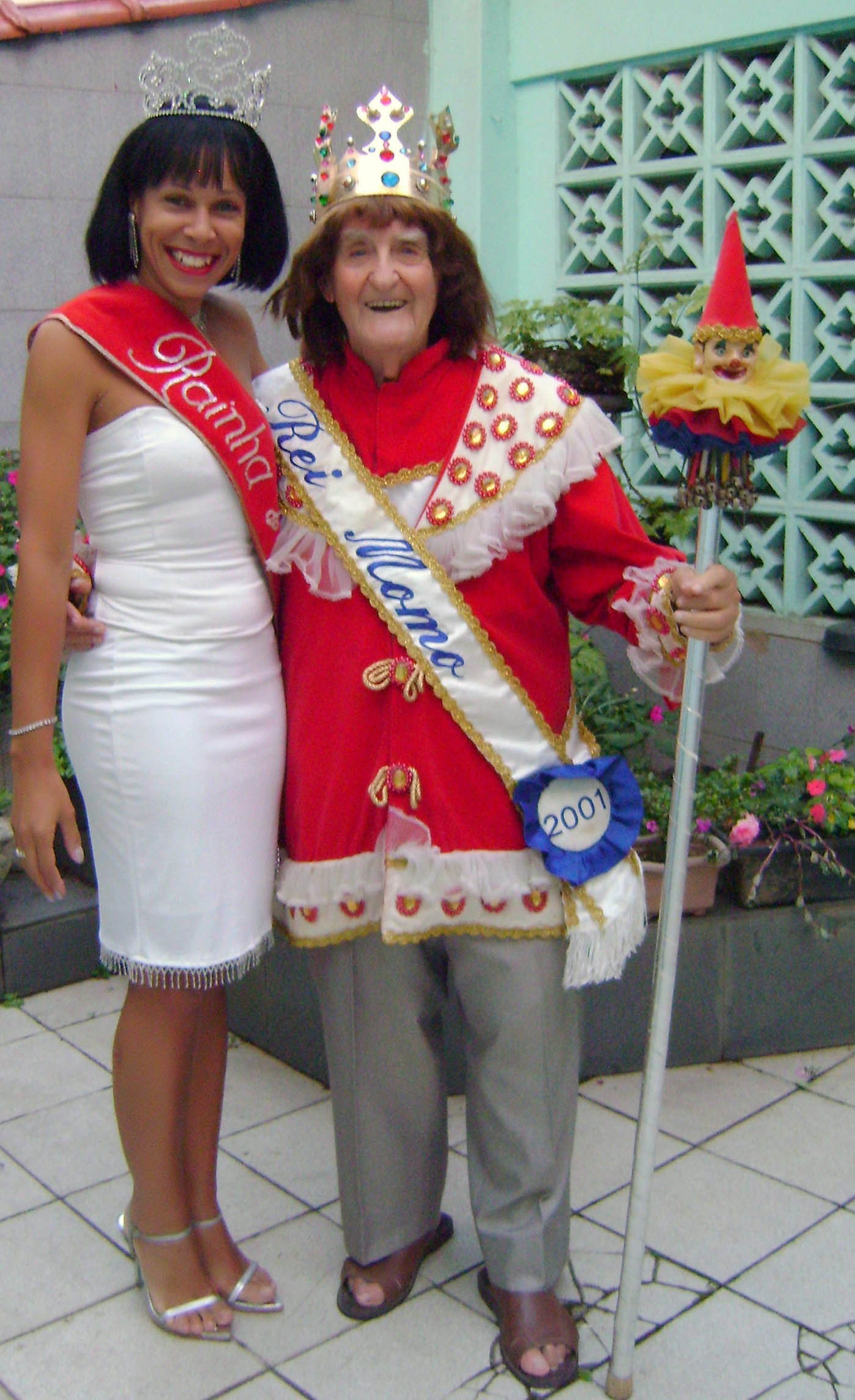
Rei Momo Waldemar, avec la ceinture de médiateur du Carnaval 2001 reçoit la visite de la Reine Andrea (Carnaval 1989)